# Nebrioporus canaliculatus
Nebrioporus canaliculatus là một loài bọ cánh cứng trong họ Bọ nước. Loài này được Lacordaire miêu tả khoa học năm 1835.